# Obila bowreyi
Obila bowreyi là một loài bướm đêm trong họ Geometridae.